# SSH文件传输协议
在計算機領域，SSH文件傳輸協議（英語：SSH File Transfer Protocol，也稱Secret File Transfer Protocol，中文：安全文件传送协议，英文：Secure FTP或字母缩写：SFTP）是一數據流連線，提供檔案存取、傳輸和管理功能的網路傳輸協定。由網際網路工程任務組（IETF）設計，透過SSH 2.0 的擴充提供安全檔案傳輸能力，但也能夠被其他協定使用。即使IETF在網路草案資料階段時，這個協定是在SSH-2文件中描述，它能夠使用在許多不同的應用程式，例如安全檔案傳輸在傳輸層安全（TLS）和傳輸資訊管理於虛擬私人網路應用程式。這個協定是假設執行在安全信道，例如SSH，伺服器已經認證客戶端，並且客戶端使用者可利用協定。

## 能力
与早期的SCP協定只允許檔案傳輸相比，SFTP允許對遠端檔案进行更廣泛的操作——這更像一个遠端檔案系統協定。一個SFTP客戶端與SCP的能力比較包括額外的回復中斷傳輸，目錄列表和遠端檔案移動。